# Salles-sur-Garonne
Pour les articles homonymes, voir Salles.
Salles-sur-Garonne est une commune française située dans le centre du département de la Haute-Garonne en région Occitanie.
Sur le plan historique et culturel, la commune est dans le Volvestre, constitué des vallées de l'Arize et du Volp, proche de la vallée de la Garonne, situé au sud de Toulouse et en partie nord du Couserans. Exposée à un climat océanique altéré, elle est drainée par la Garonne. La commune possède un patrimoine naturel remarquable : deux sites Natura 2000 (la « vallée de la Garonne de Boussens à Carbonne » et « Garonne, Ariège, Hers, Salat, Pique et Neste »), un espace protégé (« la Garonne, l'Ariège, l'Hers Vif et le Salat ») et deux zones naturelles d'intérêt écologique, faunistique et floristique.
Salles-sur-Garonne est une commune rurale qui compte 591 habitants en 2022, après avoir connu une forte hausse de la population depuis 1968. Elle fait partie de l'aire d'attraction de Toulouse. Ses habitants sont appelés les Sallois ou  Salloises.

## Géographie

### Localisation
La commune de Salles-sur-Garonne se trouve dans le département de la Haute-Garonne, en région Occitanie.
Elle se situe à 42 km à vol d'oiseau de Toulouse, préfecture du département, à 24 km de Muret, sous-préfecture, et à 25 km d'Auterive, bureau centralisateur du canton d'Auterive dont dépend la commune depuis 2015 pour les élections départementales.
La commune fait en outre partie du bassin de vie de Carbonne.
Les communes les plus proches sont : 
Rieux-Volvestre (2,2 km), Lafitte-Vigordane (3,3 km), Saint-Élix-le-Château (3,4 km), Saint-Julien-sur-Garonne (4,0 km), Carbonne (4,2 km), Lavelanet-de-Comminges (5,3 km), Peyssies (5,4 km), Mailholas (6,4 km).
Sur le plan historique et culturel, Salles-sur-Garonne fait partie du Volvestre, constitué des vallées de l'Arize et du Volp, proche de la vallée de la Garonne, situé au sud de Toulouse et en partie nord du Couserans.
Salles-sur-Garonne est limitrophe de cinq autres communes.
Les communes limitrophes sont Carbonne, Lafitte-Vigordane, Rieux-Volvestre, Saint-Élix-le-Château et Saint-Julien-sur-Garonne.
|                       | Lafitte-Vigordane        | Carbonne        |
| Saint-Élix-le-Château | Salles-sur-Garonne       | Rieux-Volvestre |
|                       | Saint-Julien-sur-Garonne |                 |

### Géologie
La commune de Salles-sur-Garonne est établie sur la première terrasse de la Garonne en rive gauche.
La superficie de la commune est de 568 hectares ; son altitude varie de 205  à   229 mètres.

### Hydrographie

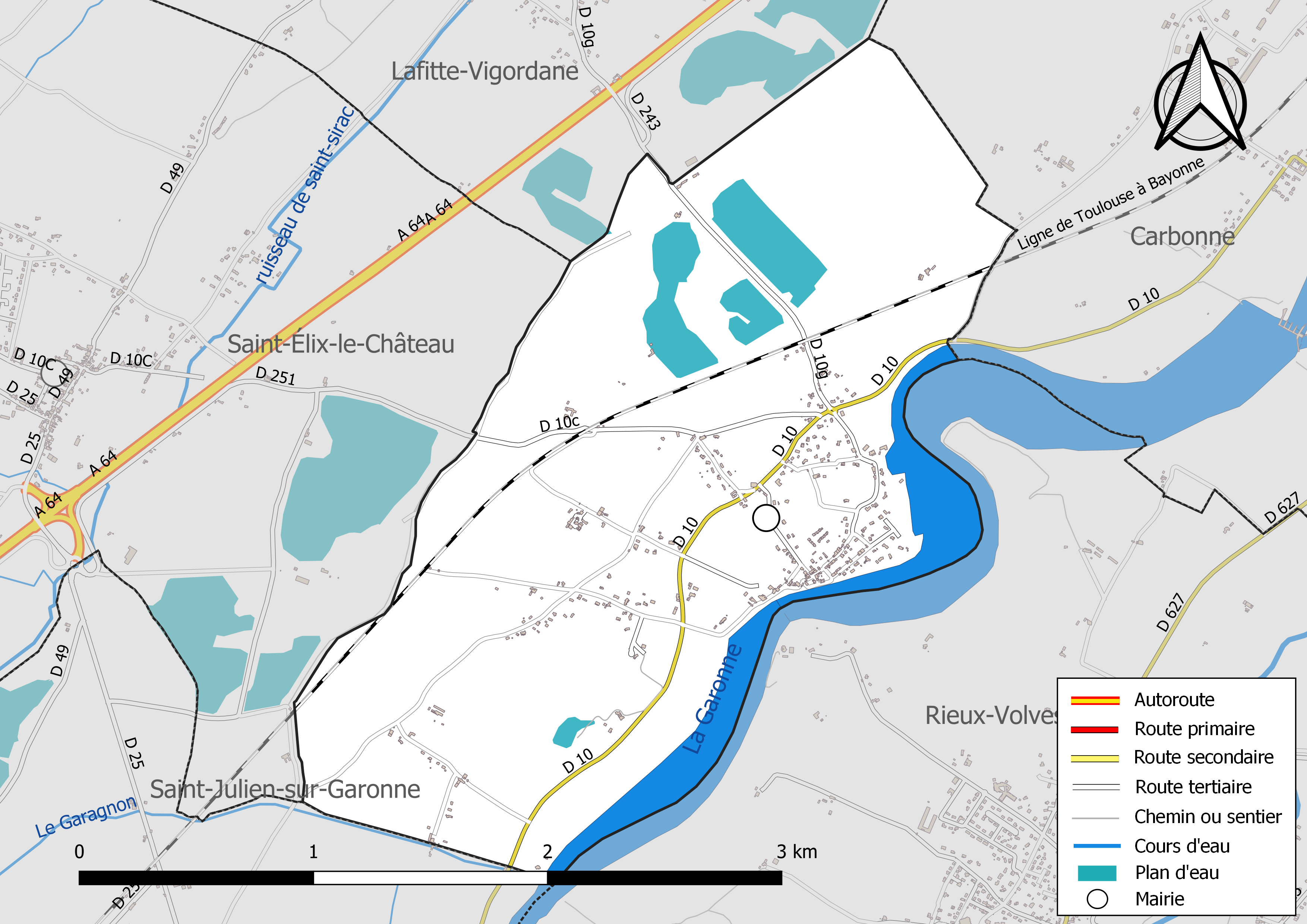
Réseaux hydrographique et routier de Salles-sur-Garonne.

La commune est dans le bassin de la Garonne, au sein du bassin hydrographique Adour-Garonne. Elle est drainée par la Garonne, constituant un réseau hydrographique de 2 km de longueur totale,.
La Garonne est un fleuve principalement français prenant sa source en Espagne et qui coule sur 529 km avant de se jeter dans l’océan Atlantique.

### Climat
Pour des articles plus généraux, voir Climat de l'Occitanie et Climat de la Haute-Garonne.
En 2010, le climat de la commune est de type climat du Bassin du Sud-Ouest, selon une étude s'appuyant sur une série de données couvrant la période 1971-2000. En 2020, Météo-France publie une typologie des climats de la France métropolitaine dans laquelle la commune est exposée à un climat océanique altéré et est dans la région climatique Aquitaine, Gascogne, caractérisée par une pluviométrie abondante au printemps, modérée en automne, un faible ensoleillement au printemps, un été chaud (19,5 °C), des vents faibles, des brouillards fréquents en automne et en hiver et des orages fréquents en été (15 à 20 jours).
Pour la période 1971-2000, la température annuelle moyenne est de 13 °C, avec une amplitude thermique annuelle de 15,9 °C. Le cumul annuel moyen de précipitations est de 753 mm, avec 9,5 jours de précipitations en janvier et 5,7 jours en juillet. Pour la période 1991-2020, la température moyenne annuelle observée sur la station météorologique la plus proche, située sur la commune de Palaminy à 12 km à vol d'oiseau, est de 13,2 °C et le cumul annuel moyen de précipitations est de 715,2 mm,. Pour l'avenir, les paramètres climatiques de la commune estimés pour 2050 selon différents scénarios d'émission de gaz à effet de serre sont consultables sur un site dédié publié par Météo-France en novembre 2022.

### Milieux naturels et biodiversité

#### Espaces protégés
La protection réglementaire est le mode d’intervention le plus fort pour préserver des espaces naturels remarquables et leur biodiversité associée,.
Un  espace protégé est présent sur la commune : 
« la Garonne, l'Ariège, l'Hers Vif et le Salat », objet d'un arrêté de protection de biotope, d'une superficie de 1 658,7 ha.

#### Réseau Natura 2000

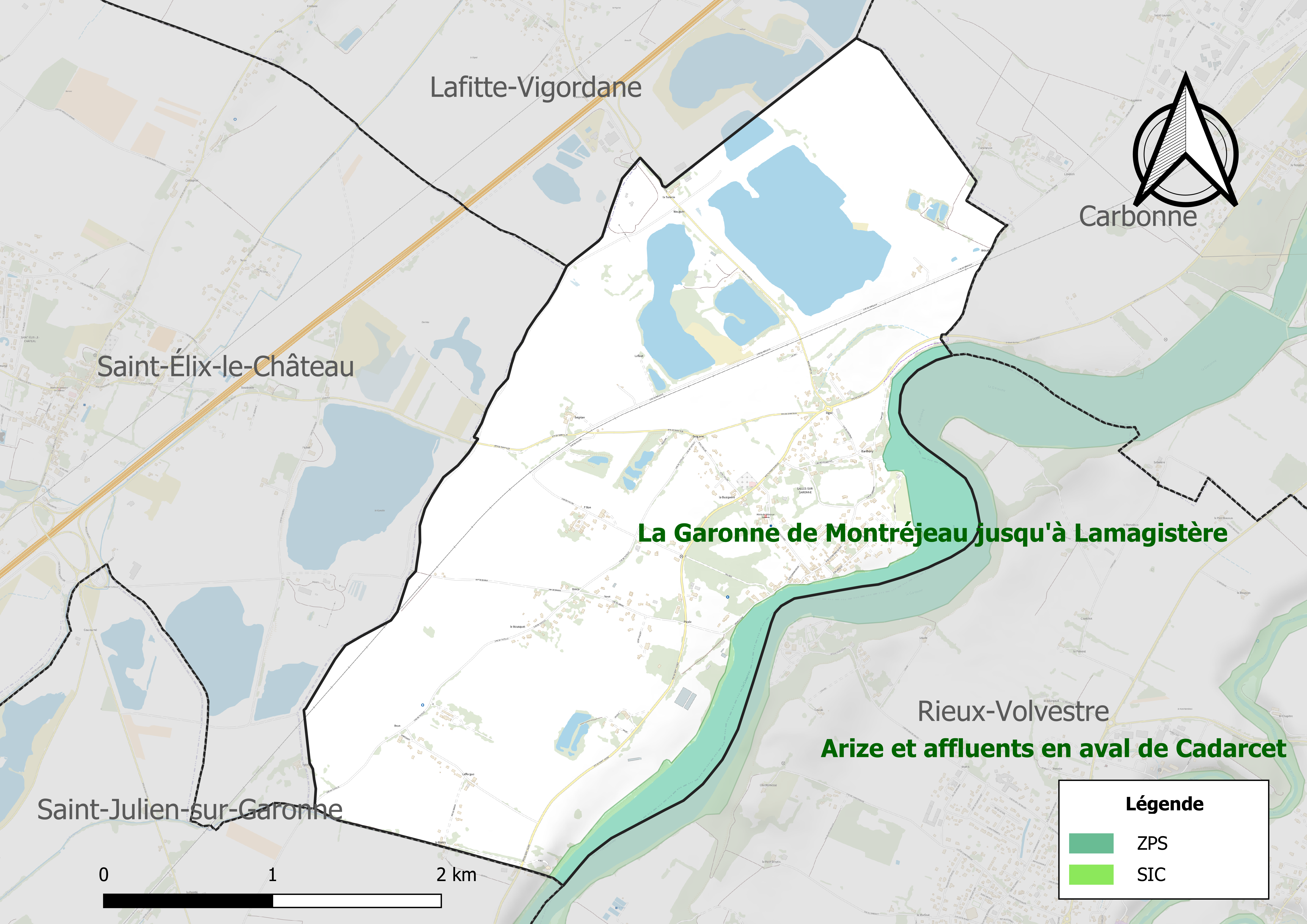
Site Natura 2000 sur le territoire communal.

Le réseau Natura 2000 est un réseau écologique européen de sites naturels d'intérêt écologique élaboré à partir des directives habitats et oiseaux, constitué de zones spéciales de conservation (ZSC) et de zones de protection spéciale (ZPS).
Un site Natura 2000 a été défini sur la commune au titre de la directive habitats :
- « Garonne, Ariège, Hers, Salat, Pique et Neste », d'une superficie de 9 581 ha, un réseau hydrographique pour les poissons migrateurs (zones de frayères actives et potentielles importantes pour le Saumon en particulier qui fait l'objet d'alevinages réguliers et dont des adultes atteignent déjà Foix sur l'Ariège[22]

et un au titre de la directive oiseaux : 
- la « vallée de la Garonne de Boussens à Carbonne », d'une superficie de 1 893 ha, hébergeant une avifaune bien représentée en diversité, mais en effectifs limités (en particulier, baisse des populations de plusieurs espèces de hérons). Trois espèces de hérons y nichent : Garde-bœufs, Bihoreau gris et Aigrette garzette[23].

#### Zones naturelles d'intérêt écologique, faunistique et floristique

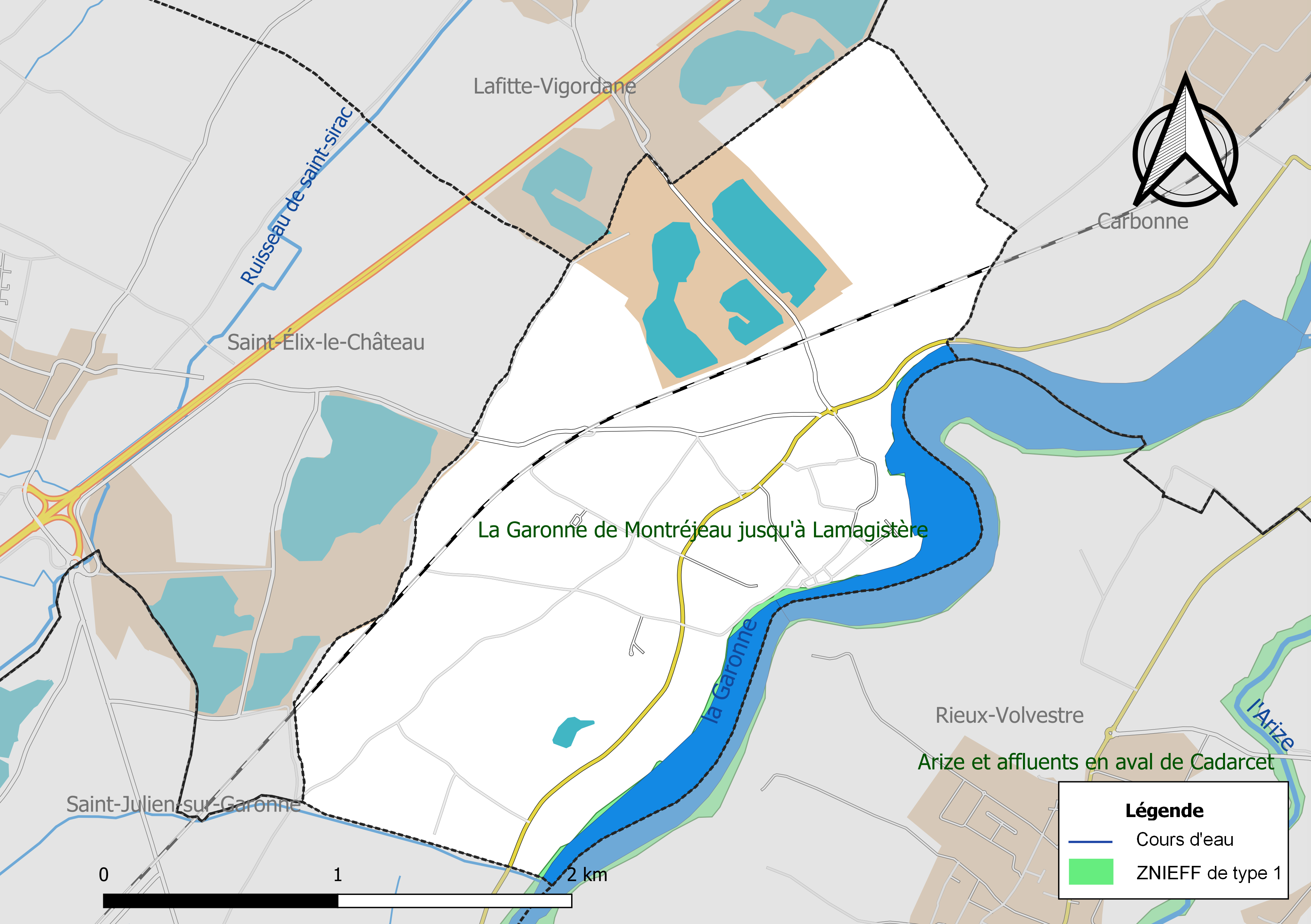
Carte de la ZNIEFF de type 1 localisée sur la commune.

L’inventaire des zones naturelles d'intérêt écologique, faunistique et floristique (ZNIEFF) a pour objectif de réaliser une couverture des zones les plus intéressantes sur le plan écologique, essentiellement dans la perspective d’améliorer la connaissance du patrimoine naturel national et de fournir aux différents décideurs un outil d’aide à la prise en compte de l’environnement dans l’aménagement du territoire.
Une ZNIEFF de type 1 est recensée sur la commune :
« la Garonne de Montréjeau jusqu'à Lamagistère » (5 075 ha), couvrant 92 communes dont 63 dans la Haute-Garonne, trois en Lot-et-Garonne et 26 en Tarn-et-Garonne et une ZNIEFF de type 2, : 
« la Garonne et milieux riverains, en aval de Montréjeau » (6 874 ha), couvrant 93 communes dont 64 dans la Haute-Garonne, trois en Lot-et-Garonne et 26 en Tarn-et-Garonne.

## Urbanisme

### Typologie
Au 1er janvier 2024, Salles-sur-Garonne est catégorisée commune rurale à habitat dispersé, selon la nouvelle grille communale de densité à sept niveaux définie par l'Insee en 2022.
Elle est située hors unité urbaine. Par ailleurs la commune fait partie de l'aire d'attraction de Toulouse, dont elle est une commune de la couronne,. Cette aire, qui regroupe 527 communes, est catégorisée dans les aires de 700 000 habitants ou plus (hors Paris),.

### Occupation des sols
L'occupation des sols de la commune, telle qu'elle ressort de la base de données européenne d’occupation biophysique des sols Corine Land Cover (CLC), est marquée par l'importance des territoires agricoles (68 % en 2018), en diminution par rapport à 1990 (89 %). La répartition détaillée en 2018 est la suivante : 
terres arables (59,3 %), mines, décharges et chantiers (16,9 %), zones urbanisées (9,5 %), zones agricoles hétérogènes (8,6 %), eaux continentales (5,6 %). L'évolution de l’occupation des sols de la commune et de ses infrastructures peut être observée sur les différentes représentations cartographiques du territoire : la carte de Cassini (XVIIIe siècle), la carte d'état-major (1820-1866) et les cartes ou photos aériennes de l'IGN pour la période actuelle (1950 à aujourd'hui).

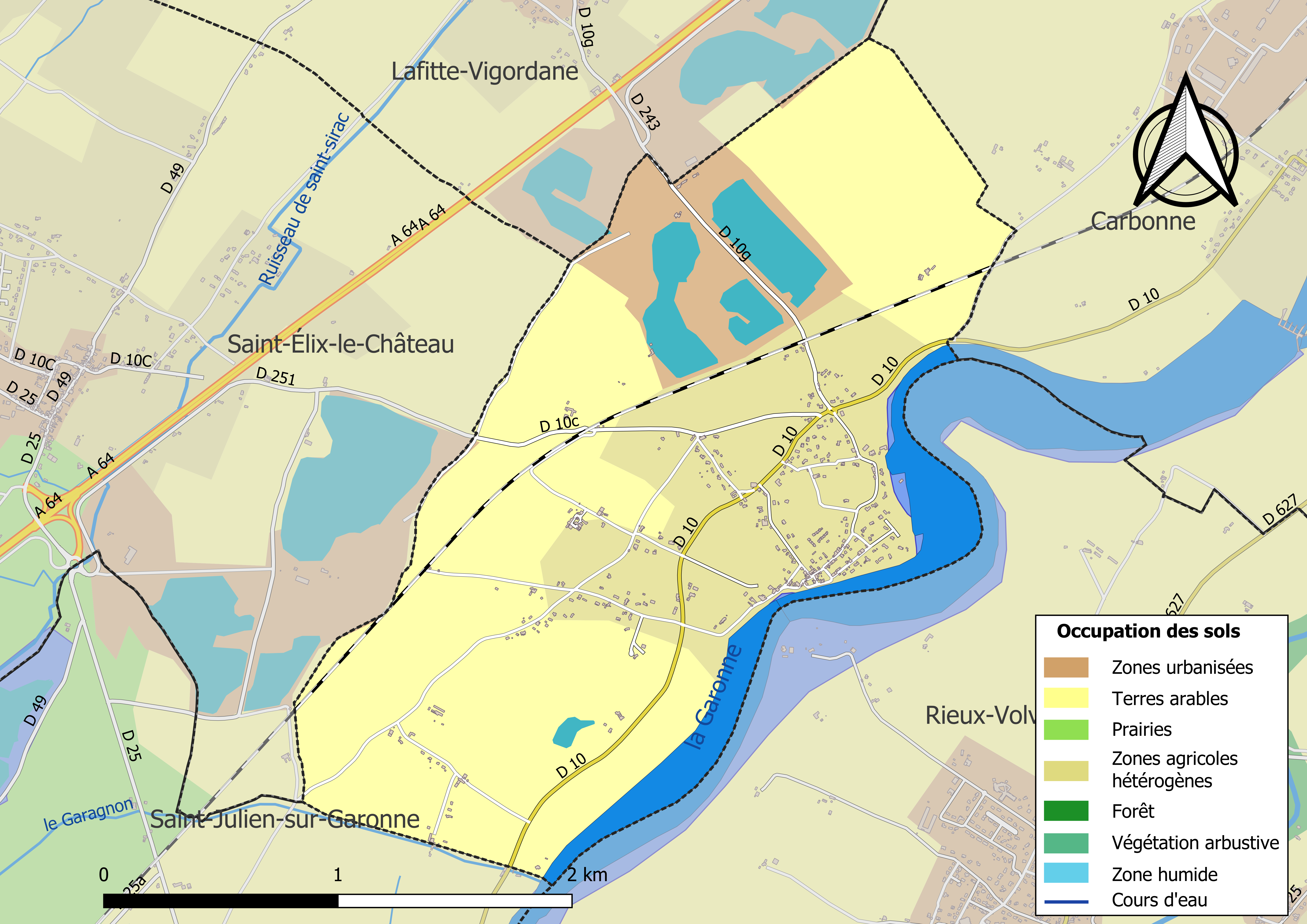
Carte des infrastructures et de l'occupation des sols de la commune en 2018 (CLC).

### Morphologie urbaine
La commune comprend un habitat dispersé.

### Logement
L'urbanisation croissante s'explique par la périurbanisation due à la proximité de Toulouse, Salles-sur-Garonne faisant partie de son aire urbaine.

### Risques naturels et technologiques
Salles-sur-Garonne est située sur une zone à risque d'inondation limité en bordure de la Garonne crue.
La commune est également concernée par un risque de séisme de 2/5 (faible).

### Voies de communication et transports

#### Voies de communication
La commune est accessible par l'autoroute A64 sortie nos 26.

#### Transports
La ligne 380 du réseau Arc-en-Ciel relie la commune à la gare routière de Toulouse depuis Cazères.
La gare la plus proche est la gare de Carbonne sur la ligne Toulouse - Bayonne.

## Histoire
Ancienne commanderie templière du Comté de Toulouse.
À partir du moyen Âge jusqu'à sa disparition en 1790 pendant la Révolution française, Salles faisait partie du diocèse de Rieux

## Politique et administration

### Administration municipale
Le nombre d'habitants au recensement de 2017 étant compris entre 500 habitants et 1 499 habitants, le nombre de membres du conseil municipal pour l'élection de 2020 est de quinze,.

### Rattachements administratifs et électoraux
La commune fait partie de la septième circonscription de la Haute-Garonne, de la communauté de communes du Volvestre et du canton d'Auterive (avant le redécoupage départemental de 2014, Salles-sur-Garonne faisait partie de l'ex-canton de Rieux-Volvestre).

### Liste des maires
| Période                                  | Période   | Identité           | Étiquette | Qualité               |
| ---------------------------------------- | --------- | ------------------ | --------- | --------------------- |
| mars 1989                                | juin 1995 | Daniel Cambus      | PS        |                       |
| juin 1995                                | 2020      | Jean-Louis Halioua |           | Professeur des écoles |
| 2020                                     | En cours  | Pierre Caillet     |           |                       |
| Les données manquantes sont à compléter. |           |                    |           |                       |

### Parrainage du village de Lhatsé au Tibet
En 2010, la ville de Salles-sur-Garonne a choisi de parrainer le village de Lhatsé situé dans la région de Shigatsé au Tibet.

## Population et société

### Démographie
L'évolution du nombre d'habitants est connue à travers les recensements de la population effectués dans la commune depuis 1793. Pour les communes de moins de 10 000 habitants, une enquête de recensement portant sur toute la population est réalisée tous les cinq ans, les populations de référence des années intermédiaires étant quant à elles estimées par interpolation ou extrapolation. Pour la commune, le premier recensement exhaustif entrant dans le cadre du nouveau dispositif a été réalisé en 2008.

En 2022, la commune comptait 591 habitants, en évolution de +4,97 % par rapport à 2016 (Haute-Garonne : +8,02 %, France hors Mayotte : +2,11 %).
| 1793 | 1800 | 1806 | 1821 | 1831 | 1836 | 1841 | 1846 | 1851 |
| ---- | ---- | ---- | ---- | ---- | ---- | ---- | ---- | ---- |
| 315  | 286  | 330  | 346  | 350  | 357  | 339  | 366  | 351  |

| 1856 | 1861 | 1866 | 1872 | 1876 | 1881 | 1886 | 1891 | 1896 |
| ---- | ---- | ---- | ---- | ---- | ---- | ---- | ---- | ---- |
| 343  | 342  | 346  | 322  | 317  | 303  | 289  | 300  | 268  |

| 1901 | 1906 | 1911 | 1921 | 1926 | 1931 | 1936 | 1946 | 1954 |
| ---- | ---- | ---- | ---- | ---- | ---- | ---- | ---- | ---- |
| 271  | 278  | 262  | 238  | 228  | 223  | 231  | 226  | 227  |

| 1962 | 1968 | 1975 | 1982 | 1990 | 1999 | 2006 | 2008 | 2013 |
| ---- | ---- | ---- | ---- | ---- | ---- | ---- | ---- | ---- |
| 215  | 208  | 217  | 215  | 250  | 301  | 447  | 488  | 509  |

| 2018 | 2022 | - | - | - | - | - | - | - |
| ---- | ---- | - | - | - | - | - | - | - |
| 584  | 591  | - | - | - | - | - | - | - |

| selon la population municipale des années : | 1968 | 1975 | 1982 | 1990 | 1999 | 2006 | 2009 | 2013 |
| Rang de la commune dans le département      | 320  | 279  | 279  | 288  | 285  | 240  | 229  | 238  |
| Nombre de communes du département           | 592  | 582  | 586  | 588  | 588  | 588  | 589  | 589  |

### Service public
Pour les services publics ils sont situés sur la commune voisine de Carbonne.

### Enseignement
Salles-sur-Garonne fait partie de l'académie de Toulouse.
Salles-sur-Garonne fait partie d'un regroupement pédagogique intercommunal avec la commune voisine de Saint-Julien-sur-Garonne. La commune possède une école primaire du CE2 au CM2 et sur Saint-Julien-sur-Garonne un groupe scolaire (école maternelle) et primaire jusqu'au CE1. Puis pour le Collège sur la commune de Carbonne (service de car scolaire).

### Activités sportives
Base nautique sur la Garonne, terrain de tennis,

### Écologie et recyclage
La collecte et le traitement des déchets des ménages et des déchets assimilés ainsi que la protection et la mise en valeur de l'environnement se font dans le cadre de la communauté de communes du Volvestre.
Il existe une déchèterie sur la commune de Carbonne en limite de la commune de Peyssies.

## Économie

### Revenus
En 2018  (données Insee publiées en septembre 2021), la commune compte 235 ménages fiscaux, regroupant 593 personnes. La médiane du revenu disponible par unité de consommation est de 22 400 € (23 140 € dans le département).

### Emploi
|                | 2008  | 2013   | 2018   |
| -------------- | ----- | ------ | ------ |
| Commune        | 6 %   | 10,8 % | 11,9 % |
| Département    | 7,7 % | 9,6 %  | 9,3 %  |
| France entière | 8,3 % | 10 %   | 10 %   |

En 2018, la population âgée de 15 à 64 ans s'élève à 379 personnes, parmi lesquelles on compte 78,6 % d'actifs (66,8 % ayant un emploi et 11,9 % de chômeurs) et 21,4 % d'inactifs,. En  2018, le taux de chômage communal (au sens du recensement) des 15-64 ans est supérieur à celui du département et de la France, alors qu'en 2008 la situation était inverse.
La commune fait partie de la couronne de l'aire d'attraction de Toulouse, du fait qu'au moins 15 % des actifs travaillent dans le pôle,. Elle compte 79 emplois en 2018, contre 81 en 2013 et 54 en 2008. Le nombre d'actifs ayant un emploi résidant dans la commune est de 258, soit un indicateur de concentration d'emploi de 30,7 % et un taux d'activité parmi les 15 ans ou plus de 65,9 %.
Sur ces 258 actifs de 15 ans ou plus ayant un emploi, 30 travaillent dans la commune, soit 12 % des habitants. Pour se rendre au travail, 89,5 % des habitants utilisent un véhicule personnel ou de fonction à quatre roues, 4,3 % les transports en commun, 2 % s'y rendent en deux-roues, à vélo ou à pied et 4,3 % n'ont pas besoin de transport (travail au domicile).

### Activités hors agriculture
46 établissements sont implantés  à Salles-sur-Garonne au 31 décembre 2019. Le tableau ci-dessous en détaille le nombre par secteur d'activité et compare les ratios avec ceux du département,.
| Secteur d'activité                                                                                        | Commune | Commune | Département |
| Secteur d'activité                                                                                        | Nombre  | %       | %           |
| --- | ------- | ------- | ----------- |
| Ensemble                                                                                                  | 46      |         |             |
| Industrie manufacturière, industries extractives et autres                                                | 12      | 26,1 %  | (5,7 %)     |
| Construction                                                                                              | 7       | 15,2 %  | (12 %)      |
| Commerce de gros et de détail, transports, hébergement et restauration                                    | 7       | 15,2 %  | (25,9 %)    |
| Activités financières et d'assurance                                                                      | 1       | 2,2 %   | (3,8 %)     |
| Activités immobilières                                                                                    | 2       | 4,3 %   | (4,2 %)     |
| Activités spécialisées, scientifiques et techniques et activités de services administratifs et de soutien | 11      | 23,9 %  | (19,8 %)    |
| Administration publique, enseignement, santé humaine et action sociale                                    | 5       | 10,9 %  | (16,6 %)    |
| Autres activités de services                                                                              | 1       | 2,2 %   | (7,9 %)     |

Le secteur de l'industrie manufacturière, des industries extractives et autres est prépondérant sur la commune puisqu'il représente 26,1 % du nombre total d'établissements de la commune (12 sur les 46 entreprises implantées  à Salles-sur-Garonne), contre 5,7 % au niveau départemental.

### Agriculture
|               | 1988 | 2000 | 2010 | 2020 |
| ------------- | ---- | ---- | ---- | ---- |
| Exploitations | 17   | 8    | 4    | 7    |
| SAU (ha)      | 303  | 117  | 58   | 386  |

La commune est dans « les Vallées », une petite région agricole consacrée à la polyculture sur les plaines et terrasses alluviales qui s’étendent de part et d’autre des sillons marqués par la Garonne et l’Ariège. En 2020, l'orientation technico-économique de l'agriculture  sur la commune est la polyculture et/ou le polyélevage. Sept exploitations agricoles ayant leur siège dans la commune sont dénombrées lors du recensement agricole de 2020 (17 en 1988). La superficie agricole utilisée est de 386 ha,,.

## Culture locale et patrimoine

### Lieux et monuments

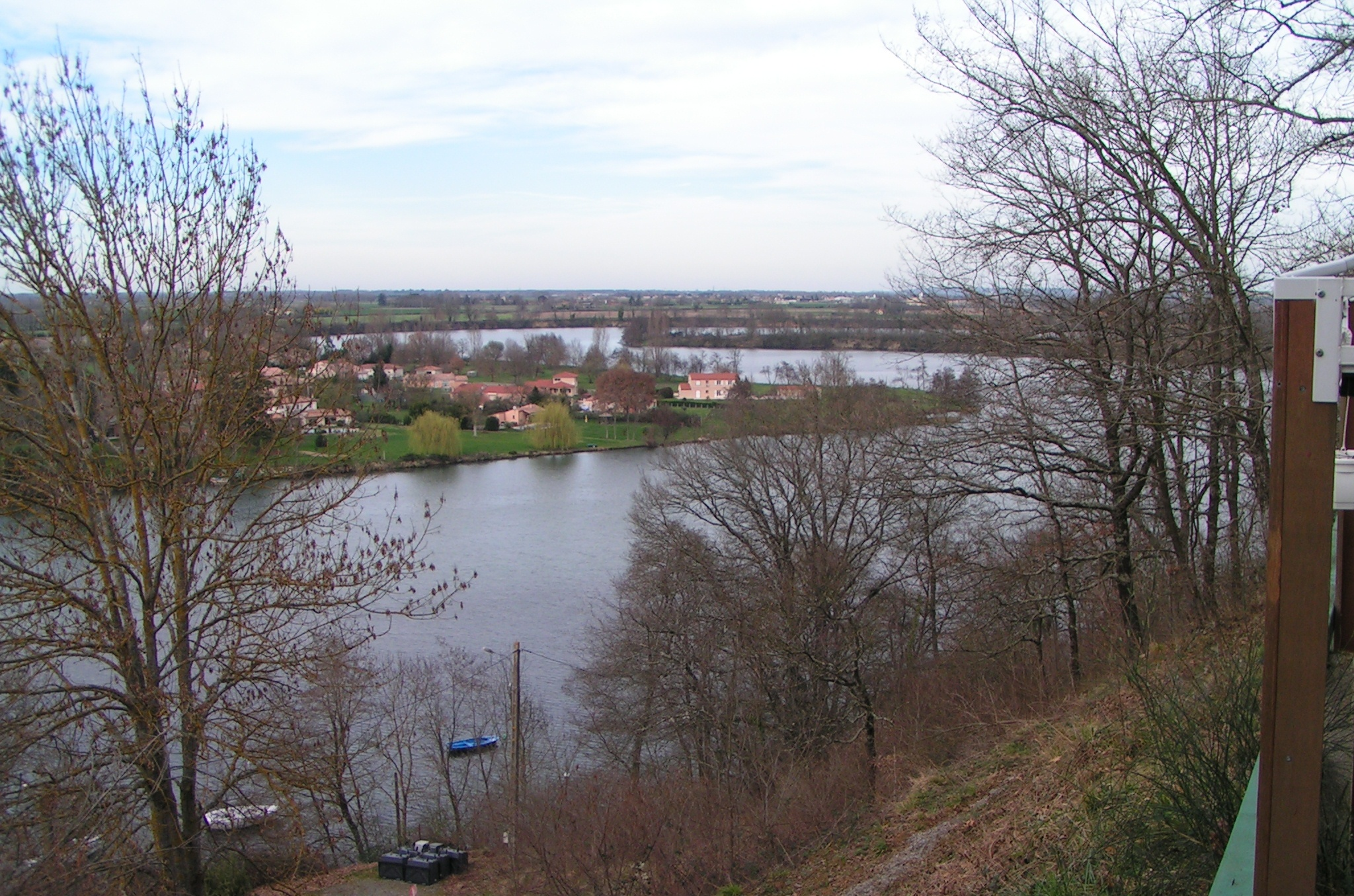
Garonne à Salle-sur-Garonne.

- Plan d'eau sur la Garonne (retenue du barrage de Carbonne)
- Église Saint-Pierre avec ses deux gros platanes
- Commanderie de Salles-sur-Garonne

### Personnalités liées à la commune
- Michel Billière : ancien joueur de rugby à XV

## Pour approfondir